# إدموند مود
إدموند مود (بالإنجليزية: Edmund Maude)‏ (31 ديسمبر 1839 - 2 يوليو 1876) هو لاعب كريكت بريطاني (وحمل سابقاً جنسية المملكة المتحدة لبريطانيا العظمى وأيرلندا).